# Wichelhovenhaus

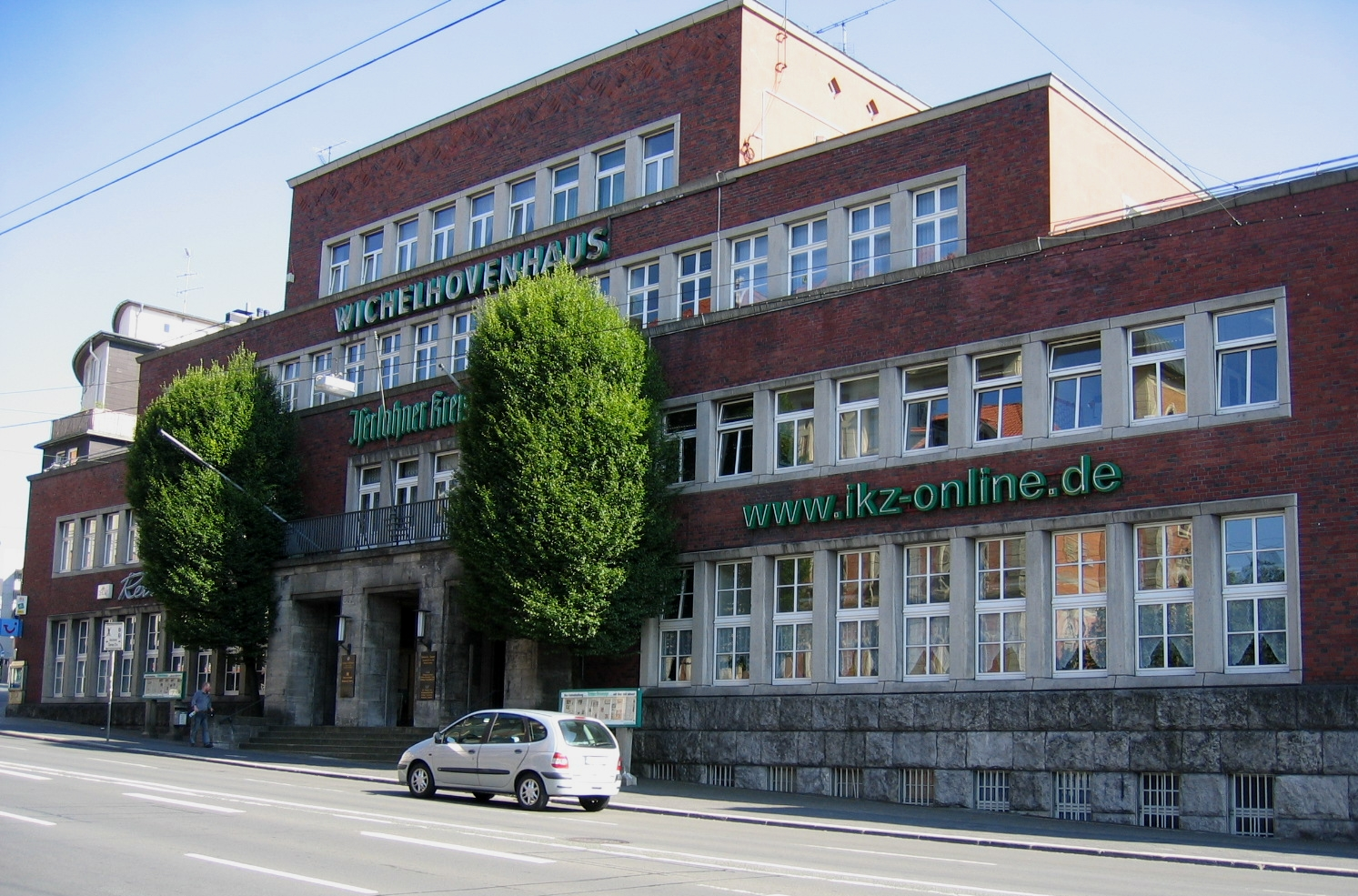
Wichelhovenhaus

Das Wichelhovenhaus ist ein denkmalgeschütztes Profangebäude am Theodor-Heuss-Ring 4–6 in Iserlohn, einer Stadt im Märkischen Kreis (Nordrhein-Westfalen).

## Geschichte und Architektur
Der mächtige, gestufte Backsteinbau mit Travertingliederungen wurde von 1926 bis 1927 von Ullmann & Eisenhauer errichtet. Der symmetrische Aufbau mit zwei Staffelgeschossen wird durch den Eingangsportikus und Fensterbänder gegliedert. Die strenge Sachlichkeit wird durch dekorative Elemente, wie Oberlichtgitter am Eingang und Zierverband am Dachgesims belebt. Die großzügige Eingangshalle ist mit einem Bodenmosaik und geometrischen Farbfenstern geschmückt. Auf einem Treppenabsatz steht die Brunnenfigur einer Lauschenden, sie wurde 1886 von Robert Cauer d. Ä. aus Marmor geschaffen.
Das Gebäude wird unter anderem vom Iserlohner Kreisanzeiger und Zeitung als Verlagshaus genutzt. 
Die Liegenschaft befindet sich im Besitz der Stiftung Wichelhovenhaus, deren Zweck in dem Erhalt des denkmalgeschützten Gebäudes besteht.